# Абдилаким Адеми
Абдилаким Адеми (на албански: Abdilaqim Ademi; на македонска литературна норма: Абдилаќим Адеми) е албански политик от Северна Македония, член на партията Демократичен съюз за интеграция.

## Биография
Роден е на 20 декември 1969 година в тетовското село Шемшево. През 1996 година завършва Политехническия факултет в Тирана със специалност металургия. След това продължава обучението си в Техническия университет във Фрайбург.
Народен представител е в четвъртото събрание на Република Македония. Там членува в комисиите по икономически въпроси, финансиране и бюджет, транспорт, връзки и екология. Между 2004 и 2006 година е асистент в Държавния университет в Тетово и преподава анализ на строителни материали.
От 26 юли 2008 до 28 юли 2011 година е заместник министър-председател на Република Македония, отговорен за прилагането на Охридския рамков договор. През 2011 – 2014 е министър на екологията, а от 20 юни 2014 г. е министър на образованието и науката.